# Alessandro di Hales

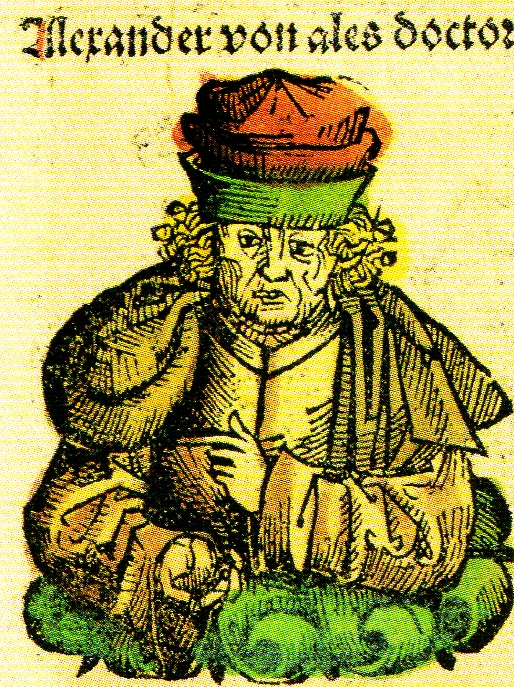
Illustrazione di Alexander von ales dalle Cronache di Norimberga

Alessandro di Hales, in latino Alexander Halensis o Alensis; detto Doctor Irrefragabilis e Theologorum Monarcha (Winchcombe, 1183 circa – Parigi, 21 agosto 1245), è stato un religioso, filosofo e teologo inglese appartenente all'ordine francescano.

## Biografia
Nato in Inghilterra nell'attuale Winchcombe, nel Gloucestershire, ricevette una prima formazione nel monastero di Hales e compì poi gli studi a Parigi, dove insegnò per molti anni. Entrò nell'ordine francescano nel 1231, così da essere il primo dei filosofi e teologi appartenenti a quest'Ordine, acquistando un prestigio tale che san Bonaventura ammetterà di essersi generalmente basato sulla sua autorità.
L'opera a lui attribuita, la Summa universae theologiae o Summa fratris Alexandri Halensis è in realtà un testo che raccoglie, oltre ai suoi contributi, anche quelli di suoi allievi, Jean de La Rochelle, Oddone di Rigaud e Guglielmo Melitone, venendo così a costituire il resoconto del pensiero teologico francescano della metà del XIII secolo, impegnato a contrastare l'aristotelismo platonizzante di Avicenna e il platonismo di Avicebron.

## Opere
- Summa theologica
  - (LA) Alessandro di Hales, Summa universae theologiae, vol. 1, Papie, per Ioannemantonium de birretis ac Franciscum gyrardenghum, 1489 die xi. Julij. URL consultato il 21 aprile 2015.
  - (LA) Alessandro di Hales, Summa universae theologiae, vol. 2, Papie, per Ioannemantonium de birretis & Franciscum gyrardenghum socios fuit impressa, 1489. die xx. octobris. URL consultato il 21 aprile 2015.
  - (LA) Alessandro di Hales, Summa universae theologiae, vol. 3, Papie, per egre. Ioannemantonium de birretis & Franciscum gyrardengum impressa, 1489. die xxiii. Octobris. URL consultato il 21 aprile 2015.
  - (LA) Alessandro di Hales, Summa universae theologiae, vol. 4, Papie, per egr. Ioannemantonium de birretis & Franciscum gyrardenghum impressa, 1489. die xxiij. Decembris. URL consultato il 21 aprile 2015.
  - Quaracchi, 4 voll. 1924-1948

Summa universae theologiae

- Glossa in quattuor libros Sententiarum Petri Lombardi, Quaracchi 1951-1954
- Quaestiones disputatae antequam esset frater, Quaracchi 1960